# Cusano Mutri
Cusano Mutri – miejscowość i gmina we Włoszech, w regionie Kampania, w prowincji Benewent.
Według danych na I 2009 gminę zamieszkiwały 4222 osoby przy gęstości zaludnienia 71,7 os./1 km².